# Ерстед
Ерсте́д (рос. эрстед, англ. oersted, нім. Oersted, Oe) — одиниця напруженості магнітного поля в СГС системі одиниць; дорівнює напруженості магнітного поля на віддалі 2 см від нескінченно довгого прямолінійного провідника, по якому тече струм 10 A. Уведена в 1930 році Міжнародною електротехнічною комісією. Названа на честь данського фізика Г.-К. Ерстеда.

## Визначення
Напруженості магнітного поля 1 E відповідає магнітна індукція 1 Ґс.
Згідно з формулою, що описує напруженість магнітного поля у вакуумі, яке створюється прямолінійним тонким безконечним провідником зі струмом,
{\displaystyle H=2{\frac {I}{cl}},}
де H — напруженість магнітного поля в ерстедах;
I — струм;
с — швидкість світла;
l — відстань від точки спостереження до провідника в сантиметрах, на відстані в 1 см від такого провідника, по якому пропускають струм силою 5 ампер = 5·(с/10) струмових одиниць СГСЕ, напруженість магнітного поля буде дорівнювати 1 ерстеду. Також поле у 1 ерстед утворюється в центрі нескінченно довгого прямого соленоїда у вакуумі із щільністю намотки 1000/(4π)≈79,58 витків на метр, по якому проходить струм в 1 А.

## Зв'язок з іншими одиницями
Ерстед в основних одиницях СГС виражається як 1 г1/2·см−1/2·с−1.
1 ерстед = 1000/(4π) A/м ≈ 79,5774715 А/м.
У геофізиці застосовується також позасистемна одиниця вимірювання напруженості магнітного поля гамма: 1 гамма = 10−5 Е.